# Ornipholidotos sylphida
Ornipholidotos sylphida är en fjärilsart som beskrevs av Otto Staudinger 1892. Ornipholidotos sylphida ingår i släktet Ornipholidotos och familjen juvelvingar. Inga underarter finns listade i Catalogue of Life.